# Jaakko Puokka
Jaakko Ilmari Puokka, född 5 juli 1915 i Helsingfors, död där 23 maj 2004, var en finländsk konsthistoriker och företagsledare.
Puokka blev filosofie doktor 1950 vid Helsingfors universitet med en avhandling om Magnus Enckell. Han var 1945–1976 vd för bolaget Kemigraafinen Oy/Kemigrafiska Ab i Helsingfors samt 1964–1969 ordförande i stiftelsen för Helsingfors konsthall. Han utgav 1945 ett översiktsarbete över finländsk konstgrafik, Suomen taidegrafiikka (svensk översättning Finsk grafik samma år) och publicerade senare konstnärsmonografier över Gunnar Finne (1947), Magnus Enckell (1949), Erkki Tanttu (1967), boken Paloon Stenvallit (1979) som behandlar frågan om Aleksis Kivis härkomst, samt en monografi över tecknaren Topi Vikstedt (1983).